# Lee Unkrich
Lee Edward Unkrich (Chagrin Falls, 8 agosto 1967) è un regista, montatore, sceneggiatore e animatore statunitense.

## Biografia
È nato nel villaggio di Chagrin Falls, una frazione di Cleveland, Ohio (USA) nel 1967. Ha frequentato la Chagrin Falls High School sino alla maggiore età, dove si è diplomato nel 1985, successivamente ha ricevuto una laurea nel 1990 presso la USC School of Cinema-Television.
Nel 2010 ha diretto Toy Story 3 - La grande fuga, terzo episodio della saga creata da John Lasseter. Il film in poco tempo ha battuto tutti i record della Pixar, divenendo il maggiore incasso di sempre per un film d'animazione, battendo il film detentore del record, Shrek 2 e ottenendo diversi riconoscimenti, tra cui il Premio Oscar al Miglior film d'animazione.
Nel 2017 dirige Coco, con il quale si aggiudica il secondo Premio Oscar al miglior film d'animazione.
Il suo film preferito è Shining, di cui possiede due costumi di scena: il cappotto indossato dal personaggio Dick Hallorann e il maglione di Danny con il razzo Apollo. Gestisce e aggiorna un sito interamente dedicato al film, dal nome evocativo: The Overlook Hotel.
Il 19 gennaio 2019 annuncia il suo ritiro da Pixar, specificando di non farlo per passare ad un altro studio, ma per concentrarsi sulla sua famiglia e sulla sua vita privata.
Nel 2025 viene annunciato il suo ritorno in Pixar per dirigere Coco 2, seguito del film del 2017.

### Vita privata
Unkrich è sposato dal 1993 con Laura Century, ha tre figli ed è dichiaratamente bisessuale.

## Filmografia

### Regista
- Toy Story 2 - Woody e Buzz alla riscossa (Toy Story 2) (1999) - co-regia con John Lasseter
- Monsters & Co. (Monsters, Inc.) (2001) - co-regia con Pete Docter
- Alla ricerca di Nemo (Finding Nemo) (2003) - co-regia con Andrew Stanton
- Toy Story 3 - La grande fuga (Toy Story 3) (2010)
- Coco (2017) - co-regia con Adrian Molina

### Montatore
- Separated by Murder (1994)
- Toy Story - Il mondo dei giocattoli (Toy Story) (1995)
- A Bug's Life - Megaminimondo (A Bug's Life) (1998)
- Toy Story 2 - Woody e Buzz alla riscossa (Toy Story 2) (1999)
- Coco (2017)

### Soggetto
- Toy Story 3 - La grande fuga (Toy Story 3) (2010)
- Toy Story 4 (2019)

### Produttore esecutivo
- Monsters University (2013)
- Il viaggio di Arlo (The Good Dinosaur) (2015)
- Toy Story 4 (2019)

## Riconoscimenti
- Premio Oscar
  - 2011 – Miglior film d'animazione per Toy Story 3 - La grande fuga
  - 2011 – Candidatura alla miglior sceneggiatura non originale per Toy Story 3 – La grande fuga
  - 2018 – Miglior film d'animazione per Coco
- Premio BAFTA
  - 2011 – Miglior film d'animazione per Toy Story 3 - La grande fuga
  - 2018 – Miglior film d'animazione per Coco